# مايكل تسيمرمان (مؤرخ)
مايكل تسيمرمان (بالألمانية: Michael Zimmerman)‏ هو مؤرخ ألماني، ولد في 17 نوفمبر 1951، وتوفي في 20 يناير 2007.